# Варшавська мелодія
«Варшавська мелодія» — радянський фільм-спектакль, знятий Центральним телебаченням в 1969 році.

## Сюжет

### Грудень 1946— лютий 1947 року
Москва. Грудень 1946-го. Віктор вперше в житті потрапляє в консерваторію на концерт Шопена. У залі його сусідкою виявляється дівчина, яка наполягає, щоб він звільнив місце: сюди повинна прийти її подруга. Віктор пояснює, що подруга не прийде — вона продала йому квиток на вулиці. Молоді люди знайомляться. Віктор розповідає, що його майбутня спеціальність — винороб. Гелена повідомляє, що приїхала з Польщі вчитися музиці — вона стане «камеральною співачкою». Перше побачення Віктор призначає Гелені на розі вулиці Герцена]]. Грошей на те, щоб запросити дівчину в ресторан, у студента немає, і він пропонує їй піти в кіно. Гелена зітхає: «Мене батько попереджав: з кіно все починається». Перед новим роком Віктор приходить до Гелени в гуртожиток. Перш ніж вирушити в гості, молоді люди обмінюються подарунками: Гелена підносить своєму другові краватку, він їй — нові туфлі. Поки дівчина переодягається у святкову сукню, Віктор, який напередодні розвантажував вагони, засинає. Гелена, побачивши це, знімає нові туфлі і квітку з сукні і безшумно чекає, коли він прокинеться. Віктор прокидається вже після бою курантів. Новорічну ніч закохані проводять удвох. Гелена виконує стару польську пісню «Страшне чен кохам», що означає «Страшно люблю». Віктор пропонує дівчині вийти за нього заміж. Весільні плани руйнує указ від 15 лютого 1947 року, який забороняє радянським громадянам шлюби з іноземцями. Гелена просить Віктора що-небудь придумати, він обіцяє, але виходу не знаходить.

### Осінь 1957 року
Віктор приїжджає в Варшаву. З готелю він дзвонить Гелені і призначає їй зустріч на розі вулиць Свєнтокшиської і Нового Свята. За 10 років в житті героїв багато що змінилося. Віктор поїхав жити в Краснодар, одружився, захистив дисертацію. У Гелени теж є супутник життя — музичний критик. Сама вона стала співачкою, але жодного разу не приїхала на гастролі в Радянський Союз, тому що боялася зустрічі з Віктором. Всі ці роки, буваючи у Кракові, вона залишала записки королеві Ядвізі з проханням: «Свята Ядвіга, поверни мені його». Розставання болісно для обох. Віктор зізнається: «Так склалося життя. А життю треба дивитися в обличчя. І якщо я намагаюся зараз не закричати, це не означає, що мені це просто».

### Травень 1967 року
Прибувши в Москву в чергове відрядження, Віктор відправляється в консерваторію на концерт Гелени. Зустріч героїв відбувається в гримерці під час антракту. Віктор тепер доктор наук, у нього своя лабораторія. Він дарує Гелені пляшку створеного ним вина з безліччю медалей. З дружиною вони розлучилися, дітей немає. Гелена теж успішна, вона багато гастролює, найближчими днями її чекають в Ленінграді, Києві, Баку. Пан музичний критик зник, як і інші її чоловіки, що не витримали «атмосферних коливань». Гелена говорить, що час йде, і молоді люди вже одружуються з іноземками. Потім каже, що їй пора на сцену. Увечері Віктор стоїть на розі Герцена і Огарьова і розмірковує про те, що завтра — відчайдушно важкий день, в Москві йому вічно не вистачає часу. І це добре, що його не вистачає.

## У ролях
- Юлія Борисова —  Гелена
- Михайло Ульянов —  Віктор

## Знімальна група
- Режисер:  Рубен Симонов
- Сценарій:  Леонід Зорін
- Оператор: В. Каценс